# Ардант
Ардант (фр. Ardentes) насеље је и општина у централној Француској у региону Центар (регион), у департману Ендр која припада префектури Шаторо.
По подацима из 2011. године у општини је живело 3786 становника, а густина насељености је износила 60,98 становника/km². Општина се простире на површини од 62,09 km². Налази се на средњој надморској висини од 163 метара (максималној 208 m, а минималној 150 m).

## Демографија
| 1962. | 1968. | 1975. | 1982. | 1990. | 1999. | 2011. |
| ----- | ----- | ----- | ----- | ----- | ----- | ----- |
| 2.588 | 2.720 | 2.780 | 3.269 | 3.511 | 3.323 | 3.786 |

График промене броја становника у току последњих година